# Wilhelm Schiemer
Anton Wilhelm Schiemer (* 1. August 1824 in Spachbrücken, heute Ortsteil von Reinheim; † 27. Juni 1894 in Pfungstadt) war ein südhessischer Kommunalpolitiker und von 1877 bis 1888 Bürgermeister in Pfungstadt. In seine Amtszeit fiel die Erhebung zur Stadt.

## Ausbildung und Beruf
Nach dem Seminarbesuch von 1843 bis 1845 folgte von 1845 bis 1849 eine Tätigkeit als Vikar in Klein-Gumpen/Odenwald und von 1849 bis 1851 in Pfungstadt, danach dort von 1851 bis 1867 als Lehrer sowie von 1867 bis 1877 als Gemeinderechner bzw. Kämmerer.
Wilhelm Schiemer, evangelisch, war verheiratet und hatte 5 Söhne und 4 Töchter.

## Wirken
1863 war Wilhelm Schiemer Mitbegründer des genossenschaftlichen Pfungstädter "Vorschuß- und Creditverein Pfungstadt eG" (Vorläufer der Volksbank Pfungstadt, heute Volksbank Darmstadt-Südhessen eG). Danach (1863–1878) war er Erster Vereins-Rechner und Vorstandsmitglied sowie von 1878 bis 1885 Direktor und Vorstandsvorsitzender.
Auf Initiative des südhessischen Fabrikanten und Politikers der Fortschrittspartei, Wilhelm Büchner, wurde Wilhelm Schiemer am 12. Oktober 1877 mit 86 % der Stimmen direkt zum Bürgermeister Pfungstadts gewählt. In seiner Amtszeit sorgte er für die Gründung der Freiwilligen Feuerwehr in Pfungstadt (27. Juli 1879). Er engagierte sich auch für den Bahnanschluss und die Inbetriebnahme der Pfungstadtbahn (1886). Dadurch konnte die Marktgemeinde Pfungstadt am 28. Dezember 1886 in den Status einer Stadt erhoben werden. 1888 trat Wilhelm Schiemer mit 64 Jahren aus gesundheitlichen Gründen von seinem Bürgermeisteramt zurück.